# Carnufex
Carnufex — вимерлий рід крокодиломорфів суціан з пізнього тріасу Північної Америки. Рід був вперше описаний у 2015 році Занно та ін., який назвав біномін Carnufex carolinensis, що означає «каролінський м'ясник». Відомо два екземпляри: голотип черепа та скелета NCSM 21558 і згадана плечова кістка NCSM 21623. Зразки належать до пекінської формації карнійського віку, яка датується 231 мільйоном років тому. Судячи з голотипу, Карнуфекс мав би приблизно 3 метри в довжину та 1,5 м у висоту, хоча він міг стати більшим через те, що голотип не виріс повністю.